# Video Chess-Master
Video Chess-Master ist ein Schachprogramm, das exklusiv für den Kleincomputer KC 85 erschien.

## Spielprinzip
Bei Video Chess-Master (kurz: VCM) kann der Spieler seine Fähigkeiten im Schach gegen den Computer unter Beweis stellen. Es sind 10 Spielstärken auswählbar. Das Schachbrett wird in 2D, von oben in Farbe dargestellt.

### Spielmodi
| Modi:         | Erklärung:                                                                         |
| ------------- | ---------------------------------------------------------------------------------- |
| NEW GAME      | "klassisches" Spiel gegen VCM                                                      |
| BOARD         | Problemschach                                                                      |
| SELF PLAY VCM | Computer spielt gegen sich selbst (manuell, der Spieler muss jeden Zug bestätigen) |
| AUTO VCM      | Computer spielt gegen sich selbst (automatisch)                                    |
| REFEREE       | VCM übernimmt Schiedsrichter-Funktion                                              |

## Steuerung
Die Steuerung erfolgt über die Tastatur des KC. Diese ist anschaulich und ausführlich in der Anleitung erklärt.
Anbei die wichtigsten Befehle im Überblick.
| Taste:   | Funktion:                                                                   |
| -------- | --------------------------------------------------------------------------- |
| <INSERT> | Bereits eingegebenen Buchstaben o. Ziffer ändern                            |
| <DELETE> | Löschen einer Eingabe, alle Zeichen danach rücken nach                      |
| ←        | Cursor im Eingabefeld nach rechts bewegen                                   |
| →        | Cursor im Eingabefeld nach links bewegen                                    |
| <BRK>    | Beendigung des Automatikbetriebes im Spielmodus SELF PLAY VCM bzw. AUTO VCM |
| <CLR>    | Löschen aller Zeichen im Eingabefeld                                        |
| <HOME>   | Cursor am Anfang des Eingabefelds setzen                                    |
| ENTER    | Bestätigung der Eingabe, Spielzug wird gesetzt                              |

## Kommerzieller Erfolg
Genaue Verkaufszahlen liegen bisher nicht vor, jedoch zitiert eine Website wie folgt:

„Hier gibt es nicht viel zu sagen, außer das diese Kassette C0165 vom VEB MPM chronisch vergriffen war. Das ist um so erstaunlicher da der Betrieb nach dem Zusammenbruch der Handelsverbindungen den Direktversand bzw. Werksverkauf einführte. Und trotzdem war die Nachfrage sehr groß. Was letztlich aber dafür spricht, daß das System KC85 gefragter war als dessen Nachfolger, der KC Compact.“

### Preis

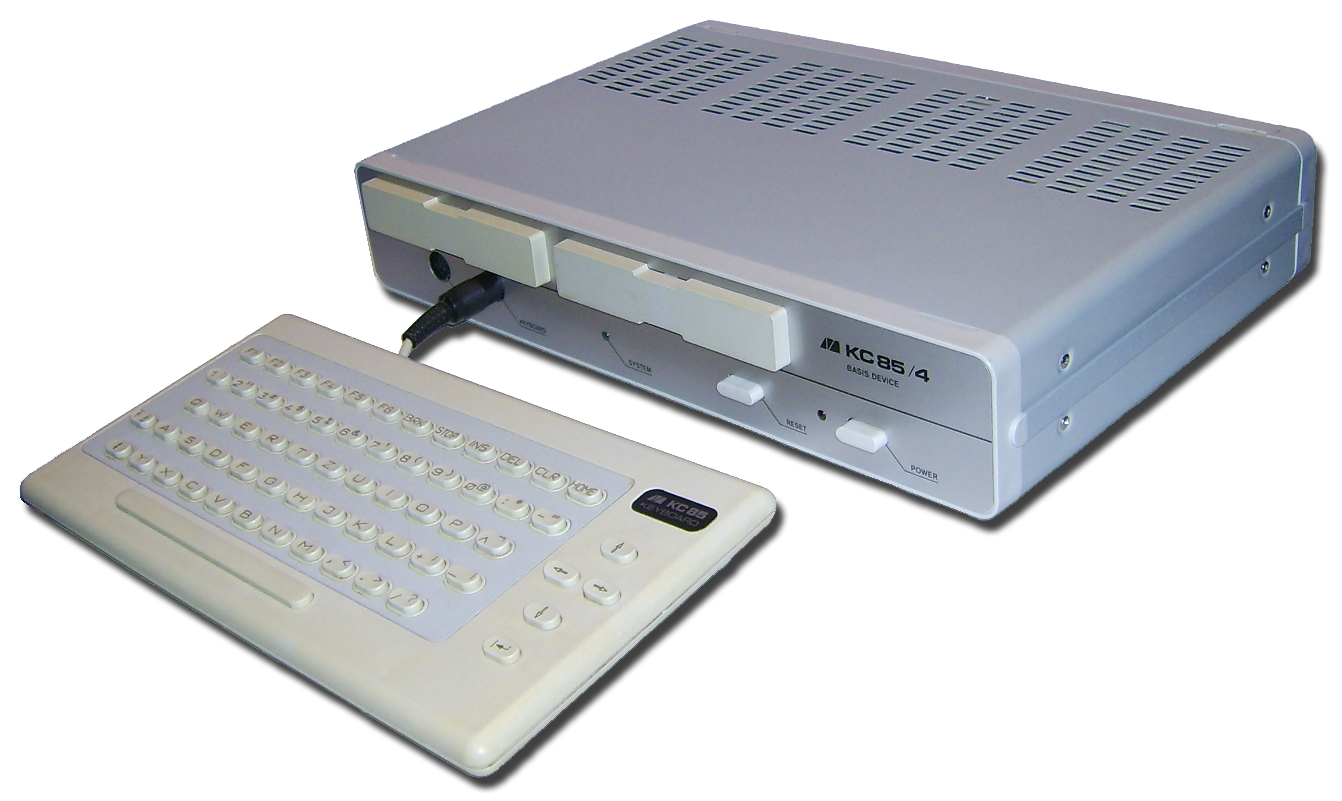
Ein KC 85/4

VCM war eines der wenigen kommerziell vertriebenen Computerspiele in der DDR. Anfangs hatte das Spiel einen EVP von 89,00 M, später wurde der Preis auf 17,80 M gesenkt.

## Trivia
Der Name leitet sich vom CHESS MASTER-Schachcomputer ab. Mehr Informationen im Artikel: Schachcomputer in der DDR. Programmiert wurde es von Wolfgang Pähtz, einem Onkel von Elisabeth Pähtz.